# Mount Hofmann
Mount Hofmann ist ein verschneiter und 2000 m hoher Berg in der antarktischen Ross Dependency. In der Queen Elizabeth Range ragt er zwischen den Mündungen des Hamilton- und des Heilman-Gletschers in den Nimrod-Gletscher auf.
Der United States Geological Survey kartierte ihn anhand eigener Tellurometervermessungen und Luftaufnahmen der United States Navy aus den Jahren von 1960 bis 1962. Das Advisory Committee on Antarctic Names benannte ihn 1966 nach dem deutschen Kartographen und Photogrammetristen Walther Hofmann (1920–1993), der von 1962 bis 1963 im Rahmen des United States Antarctic Research Program auf dem Ross-Schelfeis tätig war und von 1973 bis 1976 als Vorsitzender der Deutschen Gesellschaft für Polarforschung fungierte.